# Rapún
Pour les articles homonymes, voir Rapún (homonymie).
Rapún est un village de la province de Huesca, situé à environ trois kilomètres au sud de la ville de Sabiñánigo, sur la rive droite du Gállego. Il comptait 31 habitants au milieu du XIXe siècle. Après avoir été inhabité au début des années 1980, il compte actuellement neuf habitants (INE, 2013). L'église du village, de style roman, est dédiée à saint Félix ; elle a une nef unique et une tour de défense sur son côté nord.